# Ana Arabia
Pour plus de détails, voir Fiche technique et Distribution.
Ana Arabia (« Je suis arabe » au féminin en arabe) est un film franco-israélien réalisé par Amos Gitaï, sorti en 2013.
Le film est tourné en un seul plan-séquence d'1 h 25.

## Synopsis
De nos jours, en Israël. Yael, une jeune journaliste, se rend à la jonction des cités de Jaffa et de Bat Yam. Elle découvre que deux communautés de Juifs et d'Arabes y cohabitent,.

## Fiche technique
- Titre français : Ana Arabia
- Réalisation : Amos Gitaï
- Scénario : Amos Gitaï et Marie-Jose Sanselme
- Photographie : Giora Bejach
- Production : Amos Gitaï, Michael Tapuah et Laurent Truchot
- Pays d'origine :  Israël,  France
- Langue : arabe, hébreu
- Durée : 85 minutes
- Dates de sorties :
  -  Italie : 2 septembre 2013 (Mostra de Venise 2013)
  -  Israël : 13 octobre 2013
  -  France : 6 août 2014

## Distribution
- Yuval Scharf : Yael
- Yussuf Abu-Warda : Yussuf
- Sarah Adler : Miriam
- Assi Levy : Sarah
- Uri Gavriel : Hassan
- Norman Issa : Norman

## Distinctions

### Sélections
- Mostra de Venise 2013 : sélection en compétition officielle
- Festival international du film de Busan 2013
- Festival international du film des Hamptons 2013
- Festival international du film de São Paulo 2013
- Festival international du film de Stockholm 2013
- Festival international du film d'Édimbourg 2014